# 塔薩納哇萊
塔薩納哇萊·索頌卡娜（1945年11月11日—），是甘拉亚妮·瓦塔娜的獨生女，也是泰王普密蓬的外甥女。

## 簡歷
她在1945年11月11日出生於瑞士。六歲時隨同舅父普密蓬與舅母诗丽吉乘船返回泰國。在1986年5月5日獲授予探普英封號。